# Ugo Fontana (Fussballspieler)
Ugo Fontana, teilweise auch als Hugo Fontana geführt (* 14. Dezember 1898; † nach 1922), war ein Schweizer Fussballspieler.

## Karriere
Fontana spielte von 1919 bis 1922 für den Vereinigten FC Winterthur-Veltheim, spielte 1921 drei Spiele für die Nationalmannschaft und schoss dabei bei seinem Nationalmannschaftsdebüt gegen Italien bei der 1:2-Niederlage im März des Jahres sein einziges Länderspieltor.